# Agropogon lutosus
Agropogon lutosus är en gräsart som först beskrevs av Jean Louis Marie Poiret, och fick sitt nu gällande namn av Paul Victor Fournier. Agropogon lutosus ingår i släktet Agropogon och familjen gräs. Inga underarter finns listade i Catalogue of Life.